# حيرام ر. بورتون
حيرام ر. بورتون (بالإنجليزية: Hiram R. Burton) هو سياسي أمريكي، ولد في 13 نوفمبر 1841 في لويس في الولايات المتحدة، وتوفي بنفس المكان في 17 يونيو 1927. حزبياً، نشط في الحزب الجمهوري. وقد انتخب عضو مجلس النواب الأمريكي.